# Торпедоносцы (фильм)
«Торпедоно́сцы» — советский полнометражный цветной художественный фильм-драма, поставленный на Киностудии «Ленфильм» в 1983 году режиссёром Семёном Арановичем по мотивам неоконченной повести Юрия Германа «Здравствуйте, Мария Николаевна», законченной Алексеем Германом и Светланой Кармалитой. Фильм посвящается лётчикам Краснознамённого Северного флота, в нём показана повседневная жизнь в военном гарнизоне и героические эпизоды Обороны Заполярья: боевая работа торпедоносцев и трагизм войны.
Премьера фильма в СССР состоялась в августе 1983 года.

## Сюжет
1944 год — Великая Отечественная война. На заполярном аэродроме базируется гвардейский минно-торпедный авиаполк ВВС Северного флота.
Однажды утром три экипажа получают задание атаковать немецкий конвой, вышедший в море. На задание отправляются экипажи Фоменко, Плотникова и Дмитриенко. Для выяснения некоторых ТТХ торпедного удара в составы экипажей Плотникова и Дмитриенко включаются военинженеры из ИАС полка Курочкин и Гаврилов соответственно. Самолёты успешно сбрасывают торпеды по немецким кораблям, однако у самолёта Плотникова загорается левый топливный бак, постепенно самолёт охватывает пламя и он падает. Самолёт Фоменко в ходе атаки подбивают, и он не сбрасывая торпеды идёт на огненный таран, врезаясь в немецкий транспорт. На аэродром возвращается только экипаж Дмитриенко.
В тот же день после долгого лечения ранения в часть возвращается гвардии старший лейтенант Белобров — один из лётчиков полка. Он узнаёт, что его невеста Настя не дождалась его и вышла замуж за его друга Плотникова. Когда приходит известие о гибели двух экипажей, Белобров сам идёт в квартиру, где жили Плотников и его штурман Веселаго. У жены Веселаго Шуры сегодня день рождения, и она ждёт гостей на торжество. Вышедшие встречать Белоброва Шура, её мать и Настя узнают о том, что самолёт не вернулся.
Гвардии сержант Черепец пытается ухаживать за Марусей, которая работает в столовой авиаполка. Товарищ Черепца авиамеханик гвардии старшина Артюхов даёт ему советы, однако когда тот пытается следовать им и хочет поцеловать Марусю, та отталкивает его и плачет. В отчаянии Черепец напивается и попадает на гауптвахту.
К гвардии инженер-капитану Гаврилову приезжает его найденный пятилетний сын Игорёк, который пропал без вести вместе с семьёй Гаврилова два года назад. Общаясь с сыном, Гаврилов понимает, что это может быть и не его ребёнок, однако он решает воспитывать мальчика как своего сына.
Во время праздника в гарнизонном Доме офицеров даёт выступление ансамбль лилипутов. Позже на большом транспортном судне на «Большую землю» отплывают артисты-лилипуты, Шура с ребёнком и матерью, Маруся, у которой обнаружили туберкулёз, и другие. Маруся перед отъездом примиряется с Черепцом. Белобров пытается добиться от Насти ответа — не могут ли они возобновить свои отношения, но та пока не готова дать ответ.
Приходит новое задание: обнаружена аварийно-всплывшая немецкая подлодка, которая буксируется на свою базу в сопровождении кораблей охранения. Вылетев первым для разведки и корректировки, экипаж Белоброва (в который входит и стрелок-радист Черепец) видит всплывшие бочки и почти полностью затопленное транспортное судно, понимая, что это именно то судно, на котором отплыли близкие им люди. Белобров до подхода основных сил торпедоносцев атакует немецкие корабли и сбрасывает торпеду — на одном из кораблей охранения раздаётся взрыв, однако самолёт Белоброва поражён зенитным огнём и загорается, экипаж гибнет.
Фильм завершается показом архивных фотографий лётчиков военного времени.

## В главных ролях
- Родион Нахапетов — гвардии старший лейтенант Александр Белобров;
- Алексей Жарков — гвардии сержант Фёдор Черепец;
- Андрей Болтнев — гвардии инженер-капитан Гаврилов;
- Станислав Садальский — гвардии старший лейтенант Дмитриенко;
- Татьяна Кравченко — Маруся;
- Вера Глаголева — Шура;
- Надежда Лукашевич — Настя.

## В ролях
- Александр Сирин — гвардии майор Плотников, командир экипажа;
- Юрий Кузнецов — гвардии подполковник Фоменко, командир авиаполка;
- Юрий Дуванов — гвардии капитан Веселаго, штурман экипажа Плотникова;
- Всеволод Шиловский — гвардии старшина Артюхов, авиамеханик;
- Александр Филиппенко — генерал-майор авиации, командующий;
- Владимир Баранов — гвардии старший лейтенант Сёмушкин, лётчик-истребитель ВВС Северного флота;
- Евгений Артемьев — гвардии старший сержант Палицын, стрелок-радист экипажа Плотникова;
- Митя Михайлов — Игорь Гаврилов;
- Сергей Бехтерев — гвардии инженер-подполковник Курочкин;
- Сергей Внуков (в титрах указан как В. Внуков) — гвардии старший лейтенант Звягинцев, штурман экипажа Белоброва;
- Эдуард Володарский — гвардии капитан, командир экипажа с позывным «Мак-5»;
- Вячеслав Воронин;
- Резо Имнаишвили — гвардии майор медицинской службы Амираджиби, военврач;
- Леонид Коронов — лётчик;
- Александр Поляков — лётчик;
- Владимир Ситанов — гвардии старший лейтенант;
- Николай Сметанин — гвардии лейтенант;
- Валерий Хлуднев;
- Любовь Малиновская — Серафима;
- Елизавета Никищихина — мать Шуры;
- Светлана Костюкова — санитарка.

## Съёмочная группа
- Авторы сценария — Светлана Кармалита, Алексей Герман (в титрах не указан)[Комм. 1];
- Режиссёр-постановщик — Семён Аранович;
- Оператор-постановщик — Владимир Ильин;
- Художник-постановщик — Исаак Каплан;
- Композитор — Александр Кнайфель;
- Звукооператор — Галина Лукина;
- Редактор — Всеволод Шварц;
- Главный консультант — генерал-лейтенант авиации В. П. Потапов;
- Консультанты:
  - генерал-майор авиации В. И. Минаков, лётчик-торпедоносец, Герой Советского Союза,
  - адмирал Б. E. Ямковой,
  - вице-адмирал В. C. Кругляков,
  - полковник В. Бондаренко,
  - Л. Боброва;
- Режиссёры — И. Милютенко, И. Иванов;
- Оператор — Евгений Гуревич;
- Дирижёр — Олег Куценко;
- Административная группа — Ада Ставиская, В. Юмакова, В. Кузнецов, А. Карабанов, В. Инихов;
- Директор картины — Алексей Гусев.

## Производство
Съёмки фильма проводились в Полярном осенью 1982 года.
Для съёмок фильма были использованы самолёты из фонда Музея ВВС Северного флота в Сафоново. Например в качестве «мессера» с «мёртвым» немецким асом в кабине (загримированным актёром), сбитым в фильме лётчиком-истребителем Сёмушкиным, был снят найденный поисковиками незадолго до этого настоящий Messerschmitt Bf 109 F-4/Trop (W.Nr. 10132) командира группы II./JG 5 обер-лейтенанта Хорста Карганико (около 60 воздушных побед), который был сбит в воздушном бою с советскими истребителями 12 августа 1942 года и совершил вынужденную посадку северо-западнее Урдозера (Карганико остался жив и смог выбраться к своим). Позже данный самолёт был доставлен на внешней подвеске вертолёта Ми-6 в Сафоново, где был восстановлен и вошёл в число экспонатов Музея ВВС Северного флота. В 1990-х годах он был сдан в аренду с правом выкупа британской фирме Aero Vintage Ltd., потом ею выкуплен и отреставрирован, после чего среди прочих экспонировался в Имперском военном музее в Даксфорде, а затем в Канадском музее авиации и космоса (Оттава).
Гидросамолёт МБР-2 на котором Белобров, Черепец и Гаврилов летали за трофейным «ночным прицелом» — это экспонат музея в Сафоново. Он не летал, но мог рулить, кадры МБР-2 в полёте — это военная кинохроника. «Немецкий самолёт» атакующий экипаж Белоброва в момент снятия «ночного прицела» со сбитого «мессера» — Бе-12 послевоенного производства.

Александр Белобров (герой Родиона Нахапетова) в кабине командира экипажа Ил-4.

Исполнявший «главную роль» Ил-4 — это самолёт, собранный из четырёх найденных по всему Кольскому полуострову. Центральную часть самолёта обнаружили под Краснощельем, правую консоль крыла доставили с места крушения Ил-4 под Луостари, левую консоль, стойки шасси и хвостовую часть поисковики нашли в районе Гремихи, а оборудование кабины и её переднюю часть обнаружили под Мурманском. Двигатели АШ-62ИР взяли от Ли-2. Самолёт не летал, но был способен самостоятельно рулить по аэродрому. Рулил во время съёмок полковник Владлен Бондаренко — лётчик ВВС ВМФ СССР, один из тех, кто стоял у истоков Музея ВВС Северного флота. После съёмок самолёт пополнил музейную коллекцию в Сафоново. На рубеже 2000-х годов крыша музейного ангара рухнула под тяжестью снега, вместе с другими экспонатами почти полностью был уничтожен и Ил-4. Впоследствии его восстановили энтузиасты.
Аэродромные сцены фильма снимали в Сафоново-1 на аэродроме «Североморск-2». Эпизоды в Доме офицеров были сняты в Доме офицеров флота (ДОФ) и матросском клубе гарнизона ВВС Балтийского флота в Выборге, в которых для съёмок были задействованы военнослужащие и гражданский персонал данного гарнизона. Концерт снимали в ДОФ Североморска. Некоторые эпизоды (в том числе на причале) были сняты в Сафоново.
В качестве горящих торпедоносцев, а также ряда немецких кораблей, использовались макеты.
Эпизод с горящим на парашюте стрелком-радистом Черепцом, успевшим выброситься из объятого пламенем самолёта Белоброва, снимал мурманский спортсмен-парашютист прапорщик П. Шемякин: в воздухе из вертолёта сбрасывали манекен с парашютом и устройством для его поджога, следом за ним прыгал Шемякин, который спускаясь на парашюте с кинокамерой в руках снимал горящего «парашютиста» — было сделано 2 дубля.
В фильме звучит шуточная песня 1940-х годов «Шофёрша», которую исполняет вокальное трио «Меридиан». Участница трио Надежда Лукашевич сыграла в фильме одну из главных ролей, а два других участника данного трио (Владимир Ситанов и Николай Сметанин) снялись в эпизоде, где морские лётчики поют песню под гитару.

## Награды
- 1984 — XVII Всесоюзный кинофестиваль (Киев) в программе художественных фильмов[11]:
  - Приз «За лучший фильм военно-патриотической тематики» — фильму «Торпедоносцы»;
  - Диплом жюри оператору (Владимиру Ильину).
- Серебряная медаль им. А. П. Довженко Светлане Кармалите, Семёну Арановичу, Владимиру Ильину, Исааку Каплану, Родиону Нахапетову, Алексею Жаркову (1984).
- Диплом Краснознамённого Киевского военного округа фильму на XVII ВКФ, 1984 год (Киев).
- Государственная премия СССР 1986 года. Лауреаты: Светлана Кармалита, Семён Аранович, Владимир Ильин, Исаак Каплан, Родион Нахапетов.
- В прокате фильм посмотрели 11,5 млн зрителей.

### Комментарии
1. ↑  

… Я был практически уволен с «Ленфильма». Поэтому-то моего имени нет в титрах ни «Торпедоносцев», ни других восьми сценариев, которые мы написали со Светланой…— Долин, 2011.